# Gottesfriede
Der Gottesfriede (lateinisch Pax Dei) in Verbindung mit der Waffenruhe Gottes (Treuga Dei) ist das Ergebnis der Zusammenarbeit von weltlicher und geistlicher Macht im Mittelalter.

## Geschichte
Die Kirche fühlte sich im Mittelalter zunehmend durch die Privatkriege des Adels und seine Übergriffe auf das Kirchengut bedroht und versuchte, durch Anteilnahme an der Friedenswahrung Einfluss auf das politische Leben der damaligen Zeit zu gewinnen, auch im Interesse des weltlichen Wohls der Gläubigen. Die Kirche strebte allerdings damit keine Veränderung der bestehenden Herrschaftsverhältnisse an. Der Gottesfriede bestand aus Beschlüssen, die von den Bischöfen in Gemeinschaft mit weltlichen Herrschaftsträgern getroffen und durch Eid bekräftigt wurden. Abgesichert wurde er durch die Androhung von Kirchenstrafen (Exkommunikation) sowie die Bereitschaft der Schwurgemeinschaft, Übertretungen notfalls auch gewaltsam zu ahnden. Verhindert werden sollte, dass Fehdehandlungen gegen wehrlose Personen (Geistliche, Bauern, Arme, Frauen, Kaufleute), Lokalitäten (Kirchen, Friedhöfe, öffentliche Plätze und Straßen) und Objekte (Vieh, Ernte, Brücken) stattfanden. Die später hinzugekommene Treuga Dei verbot die Kriegsführung an verschiedenen Wochentagen (z. B. donnerstags bis sonntags) oder zu Festzeiten des Kirchenjahres  (z. B. Fastenzeiten, Advent bis Epiphaniasoktav, Feste der örtlichen Kirchenpatrone) gegenüber der gesamten Bevölkerung (auch Gebundene Tage genannt).
Die Wiege des Gottesfriedens war die Auvergne in Frankreich im 10. Jahrhundert. Die alten (vor allem weltlichen) Institutionen konnten im 10. und vor allem 11. Jahrhundert die Aufrechterhaltung der öffentlichen Ordnung nicht mehr garantieren, deshalb war die Bildung von neuen Exekutivorganen für die Kirche notwendig, die diese Aufgabe übernahmen, die so genannten Pax-Milizen. Bekämpft werden sollte der mittlere und niedere Adel, während die Kirche mit dem Hochadel Solidarität übte, da sie bei ihren Friedensbemühungen auf sein Einvernehmen angewiesen war. Der geistliche Friede ist dadurch wiederum zu einem Machtinstrument in der Hand des gesamten Hochadels geworden, der dadurch seine Territorien sicher beherrschen konnte.
Durch die Diözesanmilizen bekam der Gottesfriede in der 2. Hälfte des 12. Jahrhunderts noch eine weitere Funktion: Er diente nicht mehr nur der Beschränkung der Privilegien des Adels, sondern die Heere wurden auch gegen die Störung der innerchristlichen Ordnung eingesetzt und wurden somit zu einem umfassenden Machtinstrument der Landesherren. Ob dies immer mit dem Kirchenrecht zu vereinbaren war, bleibt strittig.
Mit dem Regierungsantritt Ludwigs VI. im Jahre 1108 ging die alte Friedensbewegung im französischen Raum allmählich zu Ende. Das Gleichgewicht der Gewalten, welches die Entstehung des Gottesfriedens begünstigt hatte, wurde vom König zerstört. Dazu stellte das Bürgertum von unten her gegen den Willen des Adels und der Geistlichkeit seine Machtansprüche. Diese Entwicklung endete damit, dass die Zentralgewalt die Oberhand gewann und sich zum Schieds- und Friedensrichter machte. Die Kirchen genossen immer mehr den Königsschutz und bedurften nicht mehr des Gottesfriedens. Zusammengefasst war der Gottesfriede eine Rechtsausübung, die aus verschiedenen lokalen Bedingungen hervorging und im Belieben jedes einzelnen Bischofs stand.
In Deutschland fungierte der Gottesfriede als Vorbild für die späteren deutschen Landfrieden, die auf Provinzialebene von den Landesfürsten und auf Reichsebene vom deutschen König geschlossen wurden. Obwohl die Träger der Frieden formell weltliche Fürsten waren, arbeiteten Geistlichkeit und Weltlichkeit weiter bei den Friedensschlüssen zusammen.
Die Interpretation dieser Entwicklung im Hochmittelalter ist unter Historikern umstritten. Dominique Barthélemy meinte, die „Gottesfriedensbewegung“ sei ein Mythos, der von E. Sémichon  erfunden worden sei und ab 1857 der katholischen Apologetik diente. Bis dahin habe man richtiger entsprechend den Ansichten des 11. Jahrhunderts die treuga Dei hervorgehoben.